# Zhang Ziyi
Zhang Ziyi (Peking, 9 februari 1979) (jiaxiang: Peking) is een Chinese filmactrice.
Zhang Ziyi (Zhang is haar familienaam) begon haar carrière als danseres. Op 11-jarige leeftijd werd ze toegelaten tot het Danscollege van Peking. Maar toen ze 15 jaar was verliet ze de dansschool om te gaan studeren aan de toneelacademie, ook in Peking. Ze deed auditie voor een shampooreclame, geregisseerd door Zhang Yimou, die deze auditie gebruikte om nieuw acteertalent te vinden. Hij gaf haar de hoofdrol in zijn film The Road Home uit 1999. Regisseur Ang Lee was zo onder de indruk van haar prestatie in die film, dat hij haar een rol gaf in zijn nieuwe film Crouching Tiger, Hidden Dragon. Deze film die 4 oscars kreeg werd de meest succesvolle Aziatische film ooit en maakte van Zhang Ziyi een ster. In 2001 speelde ze in Rush Hour 2, haar eerste Hollywoodfilm. Ze speelt ook in een clip van Coldplay met het nummer 'Magic'. Ze woont in Hongkong.

## Films
- 1999 - The Road Home
- 2000 - Crouching Tiger, Hidden Dragon
- 2001 - Rush Hour 2
- 2001 - The Legend of Zu
- 2001 - Musa the Warrior
- 2002 - Hero
- 2003 - Purple Butterfly
- 2003 - My Wife Is a Gangster 2
- 2004 - House of Flying Daggers
- 2004 - 2046
- 2004 - Jasmine Flower
- 2005 - Princess Raccoon
- 2005 - Memoirs of a Geisha
- 2006 - The Banquet
- 2007 - TMNT
- 2008 - Forever Enthralled
- 2009 - Horsemen
- 2009 - Sophie's Revenge
- 2009 - The Founding of a Republic
- 2010 - The Grand Master
- 2010 - The Era of Magic
- 2018 - The Cloverfield Paradox

- Bibsys: 11050955
- Biblioteca Nacional de España: XX1599512
- Bibliothèque nationale de France: cb14241482d (data)
- Catàleg d'autoritats de noms i títols de Catalunya: 981058511401306706
- Gemeinsame Normdatei: 135389291
- International Standard Name Identifier: 0000 0001 1681 4242
- Library of Congress Control Number: no2004114368
- MusicBrainz: d8bf201e-204f-481f-bc2c-748a22f3f1aa
- Nationale Bibliotheek van Tsjechië: xx0040583
- Nationale bibliotheek van Australië: 41570398
- Nationale Bibliotheek van Israël: 987007452692005171
- Nationale Bibliotheek van Polen: a0000001882709
- Nederlandse Thesaurus van Auteursnamen: 222374608
- Système universitaire de documentation: 061133469
- Trove: 1454922
- Virtual International Authority File: 85555134
- WorldCat: E39PBJfH399yjbp7XBfMpk9xDq